# Die Schnäppchenhäuser – Der Traum vom Eigenheim
Die Schnäppchenhäuser – Der Traum vom Eigenheim ist eine deutschsprachige Doku-Soap des Fernsehsenders RTL II, die seit 2010 ausgestrahlt wird.

## Konzept
Das Fernsehteam begleitet Menschen, die mit wenig Geld und viel Optimismus ihren Traum vom Eigenheim verwirklichen wollen. Hierbei treten häufig Probleme auf, da es sich bei den günstig erworbenen Objekten meist um renovierungsbedürftige Altbauten handelt. Die Sendung zeigt, wie Menschen ihren Plan verwirklichen und mit viel eigener Arbeit die Häuser wieder bewohnbar machen. Das Konzept unterscheidet sich stark von dem der früheren Sendung Unser neues Zuhause des Muttersenders RTL.

## Rezeption
Die Webseite Quotenmeter.de vergab eine Bewertung von 50 % und bemerkte, dass es durchaus amüsant sei, „überforderten Amateuren bei der Grobsanierung einer unbewohnbaren Ruine zuzusehen“. Jedoch erreiche die Sendung kein Niveau, das über ein „voyeuristisches Begaffen und eine Aneinanderreihung von Banalitäten um Maurerkellen, Fugendichtungen und die in dem einen oder anderen Fall dringend anzuratende Abrissbirne“ hinauskommt.